# Opus Magnum
Opus Magnum treći je studijski album austrijskog simfonijskog death metal-sastava Hollenthon. Album je 30. svibnja 2008. godine objavila diskografska kuća Napalm Records.

## O albumu
Opus Magnum bio je sniman u studiju Vato Loco u Beču. Za razliku od prethodna dva albuma, na Opus Magnumu pjevač grupe Martin Schirenc nije svirao većinu instrumenata, već je samo svirao gitaru i klavijature; drugu gitaru svirao je Martin Molokh, bubnjeve Mike Gröger te je bas-gitaru svirao Gregor "El Gore" Marboe.
Pjesma "On the Wings of a Dove" uključuje elemente iz stavka "Koliba na kokošjim nogama" iz suite Slike s izložbe ruskog skladatelja M. P. Musorgskog.

## Popis pjesama
Tekstovi: Elena Schirenc, glazba: Martin Schirenc.
| 1.    | »On the Wings of a Dove« | 5:00 |
| 2.    | »To Fabled Lands«        | 5:53 |
| 3.    | »Son of Perdition«       | 4:52 |
| 4.    | »Ars Moriendi«           | 5:33 |
| 5.    | »Once We Were Kings«     | 4:50 |
| 6.    | »Of Splendid Worlds«     | 6:03 |
| 7.    | »Dying Embers«           | 5:28 |
| 8.    | »Misterium Babel«        | 8:31 |
| 46:10 |                          |      |

| Bonus pjesme s digipak inačice | Bonus pjesme s digipak inačice        | Bonus pjesme s digipak inačice | Bonus pjesme s digipak inačice | Bonus pjesme s digipak inačice | Bonus pjesme s digipak inačice | Bonus pjesme s digipak inačice | Bonus pjesme s digipak inačice | Bonus pjesme s digipak inačice | Bonus pjesme s digipak inačice |
| Br.                            | Skladba                               | Trajanje                       |                                |                                |                                |                                |                                |                                |                                |
| ------------------------------ | ------------------------------------- | ------------------------------ | ------------------------------ | ------------------------------ | ------------------------------ | ------------------------------ | ------------------------------ | ------------------------------ | ------------------------------ |
| 9.                             | »The Bazaar« (obrada The Tea Partyja) | 4:28                           |                                |                                |                                |                                |                                |                                |                                |
| 50:38                          |                                       |                                |                                |                                |                                |                                |                                |                                |                                |

## Zasluge
| Hollenthon - Martin Schirenc – vokali, gitara, klavijature, produkcija, snimanje, miksanje - Elena Schirenc – vokali - Martin Molokh – gitara - Gregor "El Gore" Marboe – bas-gitara, prateći vokali - Mike Gröger – bubnjevi | Ostalo osoblje - Klaus Pichler – fotografija - Boban Milunović – mastering - Ralph Manfreda – naslovnica, ilustracije |